# Space Ghost Coast to Coast
Space Ghost Coast to Coast (souvent abrégée SGC2C: Fantôme de l'espace: D'un océan à l'autre) est une série d'animation américaine, et une parodie de talk-show, pour enfants, adolescents, et adultes, présentée par le personnage des années 1960 originaire des studios Hanna-Barbera Space Ghost. L'émission est pour la première fois diffusée le 16 avril 1994 sur la chaîne de télévision Cartoon Network. La série se concentre sur le surréalisme et des parodies ciblant un public adulte et aidant à présenter Adult Swim lors de son lancement de 2001 à 2004. Space Ghost Coast to Coast est de nouveau diffusé par la suite sur Cartoon Network. SGC2C est la première et unique série Cartoon Network à être diffusée sur Adult Swim et Gametap. L'émission est classifiée TV-Y7, TV-PG et TV-14, faisant d'elle le seul show Cartoon Network à recevoir ces trois classifications.

## Histoire
Space Ghost Coast to Coast a été créé par Mike Lazzo (en) après une demande pour la création d'un dessin-animé pour adulte. Le nom original date de 1993, alors qu'Andy Merrill et Jay Edwards alors qu'ils tentaient de trouver le nom d'un marathon télévisé Space Ghost. 'Space Ghost Coast to Coast est pour la première fois diffusée le 16 avril 1994,, initialement à 23 h E.T. le vendredi soir, avec une rediffusion le samedi matin. La série a été animée en remixant les images originales de Le Fantôme de l'espace.

### Musiques
Dans les premières saisons, la musique est jouée par Zorak et son groupe, The Original Way-Outs. Le thème original s'intitule Hit Single et a été composé par le guitariste free jazz Sonny Sharrock, puis joué par Sharrock à la guitare, Lance Carter à la batterie, Eddie Horst à la basse, et Alfreda Gerald au chant. Sharrock et Carter ont joué un nombre de chansons pour l'émission, qui seront plus tard inclus dans un album intitulé Space Ghost Coast to Coast également. En commémoration de Sharrock, décédé en mai 1994 peu après le lancement de l'émission, l'épisode Sharrock montrait une cinquantaine de minutes non-stop de l'enregistrement des musiques pour l'émission.

## Distribution

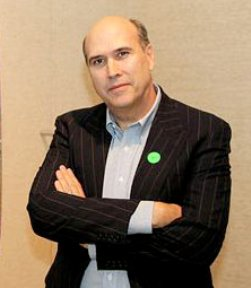
Voix originale du personnage principal, Space Ghost.

| Nom              | Personnage(s)       | Personnage(s)         | Personnage(s)         |
| ---------------- | ------------------- | --------------------- | --------------------- |
| George Lowe      | Space Ghost         | Salesman              | Voix additionnelles   |
| C. Martin Croker | Zorak               | Moltar                | Voix additionnelles   |
| Andy Merrill     | Brak                | Lokar                 | Voix additionnelles   |
| Don Kennedy      | Tansit              | Tansit                | Tansit                |
| Judy Tenuta      | Black Widow         | Propre rôle (invitée) | Propre rôle (invitée) |
| Scott Finnel     | Harvey Birdman      | Harvey Birdman        | Harvey Birdman        |
| Dave Willis      | Voix additionnelles | Voix additionnelles   | Voix additionnelles   |
| Brad Abrell      | Chad Ghostal        | Chad Ghostal          | Chad Ghostal          |